# Rudolf Hanhart
Rudolf Hanhart (* 22. Januar 1780 in Diessenhofen; † 13. Februar 1856 in Frauenfeld) war ein Schweizer Pädagoge, Gymnasiallehrer, Hochschullehrer und reformierter Geistlicher.

## Leben
Rudolf Hanhart studierte in Deutschland unter Christian Gottlob Heyne und Friedrich August Wolf Altertumswissenschaften. Er wurde 1803 Lehrer an der Kantonsschule Aarau. Zugleich wurde er Geistlicher in Diessenhofen. Er folgte 1817 einem Ruf nach Basel, um dort das Schulwesen zu reformieren. Hierzu wurde er 1817 zum Rektor des Basler Gymnasiums ernannt. Zudem erhielt er an der Universität Basel eine Stelle als ausserordentlicher Professor der Pädagogik. Er hatte damit die erste Professur für Pädagogik an Universitäten der Schweiz inne. Die Basler Universität verlieh ihm 1823 die philosophische Ehrendoktorwürde. Ab 1827 war er zudem Leiter eines eng an die Universität in Basel angebundenen Lehrerseminars.
Hanhart zog sich 1831 von allen Ämtern in Basel zurück und liess sich als Pfarrer in Gachnang nieder. Dort wirkte er bis 1839. In diesem Jahr erlitt er einen Schlaganfall, in dessen Folge er nicht mehr arbeitsfähig war. Hanhart beteiligte sich an Debatten über das Erziehungswesen hinaus, beispielsweise im Rahmen der Schweizerischen Gemeinnützigen Gesellschaft. Er war Ratgeber in Schulfragen.

## Werke (Auswahl)
- Lateinisches Lesebuch. 2 Bände. Basel 1819–1827.
- Ueber die Austauschung der Knaben, in Beziehung auf unsere Lehranstalten. Schweighauser, Basel 1822.
- Blätter zur Belehrung und Erbauung für Jünglinge edler Erziehung. Steiner, Winterthur 1824.
- Veredlung des Handwerkstandes durch bessere Vorbildung, Ausbildung und Fortbildung. Steiner, Winterthur 1824.
- Reden und Abhandlungen pädagogischen Inhalts. Steiner, Winterthur 1824.
- Lesebuch zur Verbreitung gemeinnütziger Kenntnisse, zum Gebrauch in Stadt- und Land-Schulen. Schweighauser, Basel 1825.
- Ueber zweckmässige Einrichtung der Bürgerschulen, mit Rücksicht auf die hiesige Realschule. Wieland, Basel 1826.
- Lehrbuch der Volksschulkunde. Basel 1827.
- Erzählungen aus der Schweizer-Geschichte nach den Chroniken. 3 Bände. Schweighauser, Basel 1829.
- Von der Vereinfachung des Lehrplans der Mittelschulen. Wieland, Basel 1829.
- Abriss der Schweizerhistorie zum Schulgebrauch. Schweighauser, Basel 1830.